# Хокеј на леду на олимпијским играма
Хокеј на леду је на програму Олимпијских игара још од Антверпена 1920. године и тај први хокејашки олимпијски турнир одржан је у оквиру Летњих олимпијских игара. Од 1924. хокејашки турнир је део Зимских олимпијских игара. Први турнир у женској конкуренцији одржан је тек у Нагану 1998. године. Пошто су олимпијске игре замишљене као такмичење спортиста аматера, професионалним хокејашима није био дозвољен наступ на играма све до 1998. године када је ова забрана укинута.
У периоду између 1924. и 1988. такмичења су се одржавала по Бергеровом систему у лигашкој форми. Медаље су освајале екипе које би сакупиле највише бодова (није постојала елиминациона фаза). Олимпијска такмичења у хокеју на леду одржавају се по правилима светске хокејашке федерације и нешто су другачија од правила која се примењују у оквиру НХЛ лиге. Током такмичења играчи се обавезно тестирају на евентуална недозвољена допинг средства, а тестирања спроводи Светска антидопинг агенција (WADA). Од 1972. када су уведена ова тестирања свега 5 играча је било позитивно на недозвољене супстанце.
Током прве три деценије доминирала је репрезентација Канаде која је освојила шест од могућих седам златних медаља. Међу освајачима медаља у том периоду јављале су и селекције САД, Шведске и Чехословачке. Све до 1968. резултат на олимпијском турниру се уједно рачунао и као такмичење за титулу светског првака. Године 1956. у такмичење се укључује селекција СССР која преузима примат и доминира такмичењима у наредне три деценије, освојивши седам од девет могућих златних медаља. Преостала два злата у том периоду припала су САД 1960. и 1980. године. Некада најуспешнија хокејашка нација, Канада своје ново олимпијско злато чекала је пуних 50 година, све до 2002. године. Златне медаље освајали су још Британци 1936, Швеђани 1994. и 2006, Чеси 1998. и чланови Уједињеног тима који су чинили играчи из бившег Совјетског Савеза 1992. Место на подијуму су заузимали и Швајцарци, Финци, Руси и Немци.
Међународни олимпијски комитет је дозволио свим спортистима учешће на Играма али након Игара 1988. године. Управа НХЛ лиге се у почетку није слагала са том одлуком јер су се Игре обично одржавало паралелно са сезоном у НХЛ лиги, а хокејаши који су играли у овој лиги добили су право наступа тек 1998. године. Ипак све до 2006. НХЛ играчима је било дозвољено да играју само утакмице нокаут фазе, али никако и групни део такмичења.
МОК је у јуну 1992. донео одлуку да у програм Игара уврсти и женски хокејашки турнир, а први је одржан на Зимској олимпијади 1998. у Нагану. Организатори игара су у почетку одбијали да уврсте женски турнир у програм правдајући то додатним трошковима организације. Женским олимпијским турниром доминирају САД (злато 1998 и 2018) и Канада (2002, 2006, 2010 и 2014).

## Олимпијски почеци у хокеју на леду
Међународна федерација хокеја на леду (ИИХФ) основана је 15. маја 1908. као Ligue Internationale de Hockey sur Glace. На сесији Међународног олимпијског комитета (МОК) одржаној у Паризу 1914. хокеј је уврштен на листу потенцијалних олимпијских спортова. У јануару 1920. МОК је свега три месеца пре Игара одлучио да хокеј на леду уврсти у службени програм. Разлог овакве одлуке МОК-а лежи у чињеници да је пет европских репрезентација најавило своје учешће на том турниру, а директор ледене дворане у Антверпену је чак одбио да да сагласност да се у тој дворани одржавају појединачна такмичења у уметничком клизању уколико не буде укључен и хокеј на леду. Тако је хокеј дебитовао на Олимпијским играма 1920. године, а ИИХФ је одлучила да олимпијски турнир уједно представља и прво светско првенство у хокеју на леду. Од тада па све до Олимпијских игара 1968. године резултати олимпијског хокејашког турнира су се рачунали и као резултати светског првенства.
Према статуту Олимпијског покрета (поглавље 1, члан 6) сви спортови који се одржавају на снегу и леденим површинама треба да буду део програма Зимских олимпијских игара. Тако су хокеј на леду и уметничко клизање постали део зимског олимпијског турнира. Прве Зимске олимпијске игре одржане су 1924. године у француском Шамонију. Зимске олимпијске игре су се све до 1992. одржавале у истој години када и Летњи турнир, а од тада турнири су се одржавали наизменично сваке друге парне године.

## Мушки турнири

### Летње олимпијске игре 1920.
На Олимпијским играма хокеј се први пут појавио на играма  Олимпијаде 1920. године, у Антверпену. Занимљиво је да је у организационом одбору самих игара био и Пол Луак, доцнији председник ИИХФ-а. Турнир је одржан у три круга по Бергваловом систему. Први круг је представљао елиминациону рунду у којој се одлучивало о освајачу златне медаље. У другом кругу су се за сребрну медаљу бориле екипе које су поражене од освајача злата, а исти систем је кориштен и у борби за бронзану медаљу.
Хокејашка такмичења су одржана између 23—27. априла уз учешће седам репрезентација: Канада, Чехословачка, САД, Белгија, Швајцарска, Шведска и Француска. Канаду су представљали играчи екипе Винипег Фалконси. У америчком тиму била су четири Канађанина. Шведски тим су чинили углавном играчи бендија који су први пут заиграли хокеј управо у склопу припрема за Олимпијске игре.
У првом кругу Канада је победила у све три утакмице и освојила златну медаљу. У финалу су савладали Шведску са 27:1. У наредној рунди славила је селекција САД која је освојила сребро, док је у трећем колу најбоља била селекција Чехословачке којој је припала бронза.
Швеђани су касније критиковали овакав систем такмичења, јер су одиграли чак 6 утакмица (3 победе), док је Чехословачка која је освојила бронзану медаљу одиграла само три меча (победивши у само једном). И сам Бергвал је критиковао организаторе јер су на неисправан начин применили систем, услед чега је систем такмичења модификован већ од наредних игара.

### 1924—1952.
На Играма 1924. одржаним у Шамони Мон Блану у Француској, по први пут је кориштен Бергеров систем, а играло се по једнокружном бод систему у две фазе (квалификационе групе и финална група). Овакав систем кориштен је закључно са олимпијским турниром 1988, а током времена варирао је како број екипа учесница тако и укупан број одиграних утакмица.
Те 1924. Канаду је представљала екипа Торонто гранитса, која се предвођена Херијем Вотсоном убедљиво „прошетала“ до златне олимпијске медаље остваривши учинак од свих 6 победа, уз гол разлику 110:3. Вотсон који је имао индивидуални учинак од 37 голова и 9 асистенција проглашен је за најбољег играча олимпијског турнира. Никада ни једна екипа није на тако убедљив начин освојила ниједан следећи олимпијски турнир. На истим играма, сребро је освојила селекција Сједињених Држава, а бронзу Велика Британија.
На следећим играма 1928. у швајцарском Санкт Морицу учествовало је 11 екипа, а екипа Канаде која се у такмичење укључила тек у финалној рунди поново је убедљиво дошла до златне медаље уз гол разлику од 38:0 (у три одигране утакмице). Сребро је освојила селекција Шведске, а бронзу Швајцарска и биле су то уједно њихове прве олимпијске хокејашке медаље, док је селекција Немачке која је турнир завршила на деветом месту дебитовала на олимпијском турниру. На следећим ЗОИ одржаним 1932. у Лејк Плесиду (САД) учествовале су само 4 екипе, а турнир се играо по двокружном бод систему свако са сваким. Златну медаљу поново осваја селекција Канаде, испред САД, Немачке и Пољске. Бронзана медаља немачке селекције била је уједно и прва хокејашка медаља за Немачку у историји олимпијских игара.
Свега два дана пре почетка ЗОИ 1936. чији домаћин је био немачки зимски центар Гармишпартенкирхен, званичници канадског олимпијског комитета су упутили службени протест МОК-у и организаторима Игара због чињенице да су два играча британског хокејашког тима без дозволе прешли из канадске у британску лигу (Алекс Арчер и Џејмс Фостер). Иако су Канађани имали подршку Међународне хокејашке федерације одустали су од тужбе пошто је Британски олимпијски комитет претио да ће повући тим са игара уколико се поменутим играчима забрани да наступе. На Гармишком хокејашком турниру тако је учествовало 15 екипа подељених у 4 групе. Селекција Велике Британије приредила је прворазредно изненађење победивши два пута селекцију Канаде током турнира и освојивши златну медаљу. На тај начин Британци су прекинули канадски низ од четири узастопне златне олимпијске медаље. Канађани су освојили сребрну, а Американци бронзану медаљу.
Због Другог светског рата отказане су ЗОИ 1940. (чији домаћин је требало да буде јапански Сапоро) и ЗОИ 1944. (чији домаћин је требало да буде италијанска Кортина).
Непосредно пре почетка Игара V Олимпијаде 1948. у швајцарском Санкт Морицу, у јесен 1947. дошло је до сукоба између две федерације задужене за хокеј на леду на подручју Сједињених Држава, што је довело до дисквалификације селекције САД на турниру. Амерички Аматерски спортски савез, ААУ (енгл. Amateur Athletic Union) који је био задужен за аматерски хокеј на леду у земљи још од 1930. избачен је из чланства у ИИХФ пошто су челници поменуте федерације одбили да дају сагласност на учешће играча из „Америчке хокејашке асоцијације“ (енгл. American Hockey Association, АНА). Челници ААУ-а су сматрали да учешће играча који су плаћени за своје спортске активности није у духу олимпизма и крши се са нормама „спорт као слободна рекреација за све“. Иако је организациони одбор самих игара прихватио апликацију Америчке хокејашке асоцијације, тадашњи председник Олимпијског комитета Сједињених Држава Ејвери Брандиџ претио је повлачењем целокупне америчке делегације са турнира уколико се дозволи професионалним спортистима да наступе. Са друге стране су челници ИИХФ-а претили повлачењем хокеја на леду из олимпијског програма уколико се забрани учешће АХА асоцијацији. Као компромисно решење АХА асоцијацији је дозвољено да представља амерички хокејашки тим, али с тим да се њихови резултати не рачунају у коначном пласману. Селекција САД је на крају по резултатима освојила 4. место. На том турниру је учествовало 9 екипа, акоји су се такмичили по лигашком систему. Након 8 одиграних кола селекције Канаде и Чехословачке оствариле су учинак од 7 победа, док су у међусобном дуелу одиграли без голова. Захваљујући бољој гол разлици (са 13,8 голова по утакмици) Канађани освајају своју 5 златну олимпијску медаљу (Чехословачка је имала просек од 4,3 гола по утакмици). Бронза је припала селекцији Швајцарске.
Канађани поново на убедљив начин освајају злато и на ЗОИ 1952. у Ослу, испред Сједињених Држава и Шведске. У Ослу је по први пут на олимпијском турниру заиграла селекција Финске. Олимпијски турнир у Ослу означио је и крај доминације Канаде у олимпијском хокеју на леду за наредних 50 година, а „хокејашки трон“ преузела је селекција Совјетског Савеза.

### 1956—1976.
Године 1954. на међународној сцени дебитовала је селекција Совјетског Савеза и већ на првом такмичењу (светско првенство) Совјети су освојили златну медаљу. Совјети су оправдали улогу великог фаворита и на олимпијском турниру 1956. у италијанској Кортини и на убедљив начин дошли и до титуле олимпијског победника. Била је то њихова прва златна олимпијска медаља, док су сребро освојили Канађани, а бронзу Американци. На играма у Скво Валију 1960. Сједињене Државе потпуно неочекивано долазе до своје прве златне медаље забележивши свих 7 победа на турниру. Те године на олимпијском турниру је дебитовала селекција Аустралије (уједно то им је и једини наступ).
На Зимским олимпијским играма 1964. у Инзбруку (Аустрија), поново су најуспешнији били Совјети који су са свих 7 победа освојили друго олимпијско злато. По први пут Канаду није представљала једна од локалних екипа већ репрезентација састављена од најбољих канадских играча. Селекције Канаде, Шведске и Чехословачке су такмичење завршиле са по 10 бодова (по 5 победа и 2 пораза), тако да је освајаче медаља одлучивала укупна гол разлика. Канада је у тој статистици имала најлошији учинак и такмичење је завршила на 4. месту. Међутим непосредно пре саме доделе медаља било је нејасно на који начин ће се одређивати гол разлика, да ли на основу свих утакмица или само између четири првопласирана тима. По овој другој статистици канадски тим је имао обезбеђену бронзану медаљу. Непосредно пре церемоније доделе медаља ИИХФ је променила правила и селекција Чехословачке је освојила бронзану медаљу. Канађани су се жалили на ту одлуку, а борд ИИХф је њихову жалбу одбацио као неосновану тек 41 годину касније (2005).
Совјетска доминација наставила се и на ЗОИ 1968. у Греноблу, а медаље су још освојиле и Чехословачка и Канада. Уједно био је то и последњи олимпијски турнир који се уједно рачунао и као светско првенство. Како се Канадски аматерски хокејашки савез 1970. повукао из свих међународних хокејашких такмичења због неслагања са ИИХФ око политике неучешћа професионалних играча на такмичењима, селекција Канаде није учествовала на олимпијском турниру 1972. и 1976. године. Канађани су сматрали да совјетски играчи имају статус професионалаца у совјетској лиги, иако су се службено водили као аматерски спортисти и да су заједно са играчима из Чехословачке у повлашћеном положају у односу на остале. Совјетски Савез је на оба турнира лако и убедљиво дошао до нових златних медаља предвођен легендарном генерацијом Третјак, Харламов, Јакушев, Петров и Михајлов. Како је селекција САД на светском првенству 1971. испала у дивизију Б, морали су да играју квалификације за олимпијски турнир. Американци су успешно прошли олимпијске квалификације, а на самом олимпијском турниру освојили сребрну медаљу и тако постали први (и једини) тим из ниже дивизије који је дошао до олимпијске медаље (бронзу је освојила селекција Чехословачке). У Инзбруку 1976. медаље су још освојили и Чехословачка и Западна Немачка, а турнир је из истих разлога као и Канада пропустила селекција Шведске.

### Чудо на леду 1980.
Године 1980. Зимске олимпијске игре се враћају у Лејк Плесид (америчка савезна држава Њујорк). На олимпијском турниру учествовало је укупно 12 екипа подељених у две групе у прелиминарној фази, а на такмичење се након 12 година паузе вратила и селекција Канаде. Селекција Совјетског Савеза важила је пре самог турнира за апсолутног фаворита за златну медаљу, а велика пажња посвећивала се и евентуалном окршају ове селекције са селекцијом домаћина (због лоших политичких односа између две земље током Хладног рата).
Амерички тим који су чинили углавном играчи из студентских екипа прошао је кроз групну фазу као другопласирани са 4 победе и једним нерешеним резултатом, и заједно са селекцијом Шведске пласирао се у финалну групу. Совјети су били убедљиви у својој групи остваривши свих 5 победа (против Финске, Канаде, Пољске, Холандије и Јапана) уз гол разлику 51:11. Пласман у финалну рунду из ове групе обезбедила је још и селекција Финске.
У финалној рунди свака од екипа одиграла је по две утакмице са екипама из супротне групе, док се резултат из групне фазе против ривала који се пласирао у овај ранг такмичења преносио. Већ у првом колу финалне фазе, 22. фебруара дошло је до „историјског окршаја на леду“ између два велика ривала, селекција САД и СССР. Утакмица се играла у Олимпијској дворани (данас Арена Херб Брукс, у част тадашњег селектора САД) пред око 8.500 гледалаца, а судили су Карл-Густав Каисла из Финске, Нико Темен из Холандије и Канађанин Франсоа Ларошел. Како је резултат ове утакмице директно утицао и на исход у борби за медаље, али и због саме динамике утакмице и „чудесног преокрета“ домаће селекције утакмица је у америчкој (а касније и у руској) популарној култури означена као Чудо на леду (енгл. Miracle on Ice).
Совјети су први повели, већ у 9. минуту преко Крутова. Американци су изједначили преко Шнајдера у 14 минуту, да би Совјети након свега три минута дошли до новог вођства (овај пут стрелац је био Сергеј Макаров. Голом у последњој секунди прве трећине Американци одлазе на паузу са нерешеним резултатом (стрелац Марк Џонсон). Већ на старту друге трећине Совјети постижу погодак из ситуације са играчем више, и поново воде. Совјети настављају са агресином нападачком игром и у наставку периода, али резултат се не мења превасходно захваљујући сјајним одбранама америчког голмана Џима Крега, и на другу паузу се одлази са предношћу Совјета од 3:2. Кључни моменат утакмице било је искључење совјетског левог крила Владимира Крутова у 6:47 минуту трећег периода. Американци су са играчем више агресивније кренули ка голу противника, и након неколико успешних одбрана совјетског голмана, Марк Џонсон напокон успева да пошаље пак иза леђа Владимира Мишкина. Утакмица се „враћа на почетак“, резултат је 3:3. Непуних минут и по након изједначујућег погодка, Мајк Еруционе сам избија испред совјетског голмана и погађа за прво вођство америчког тима. Преосталих десет минута утакмице играло се углавном у трећини Американаца, али без поготка за Совјете. Американци су славили са 4:3 и након победе над Финском од 4:2 два дана касније стигли до златне медаље. Коментатор Еј-Би-Сија Ал Мајклс пренос утакмице завршио је речима: „Да ли верујете у чуда? Да да!“ (енгл. Do you believe in miracles? Yes!), реченицом која је ушла у анале савременог спорта.
Совјети су у последњој утакмици на турниру убедљиво савладали Шведску са 9:2 и освојили сребрну медаљу, док је бронза припала управо Швеђанима. Године 2008. Међународна хокејашка федерација је Чудо на леду уврстила на листу 100 највећих и најупечатљивијих хокејашких догађаја у XX веку.

### 1984—1994.
Југославија и Сарајево су били домаћини ЗОИ 1984. године. Утакмице хокејашког турнира играле су се у дворани Зетра, а златну медаљу суверено освајају хокејаши Совјетског Савеза остваривши учинак од 8 победа у исто толико утакмица. Била је то њихова 6. златна олимпијска медаља. Чехословачка која је једини пораз доживела управо од Совјета у финалној рунди освојила је сребро, док је бронза припала селекцији Шведске. Совјети су наставили са доминацијом и на следећим ЗОИ чији домаћин је био канадски град Калгари освојивши 7. златну медаљу. Међутим била је то последња олимпијска медаља и уједно последњи наступ на зимским играма за Совјетски Савез који се распао три године касније. У последњој утакмици на олимпијском турниру Совјети су изгубили од Финске са 2:1, али тај пораз није утицао на њихов коначни пласман пошто су коло пре краја осигурали прво место. Међутим Финцима је та победа осигурала сребрну медаљу, прву после светског првенства 1939. године. Бронзу је поново освојила селекција Шведске. Како су се убрзо појавиле сумње да исход утакмице није био реалан и да су Совјети намерно пустили Финцима да победе ИИХФ је одлучио да промени систем такмичења када је реч о борбама за медаље, и на конгресу 1990. донесена је одлука о увођењу плеј-офа у доигравању за медаље. Задржана је групна фаза, а након ње 8 најуспешнијих тимова настављало је такмичење у елиминационом (куп систем) делу који се завршавао утакмицом за златну медаљу. Нови систем такмичења по први пут је употребљен на Играма 1992. у француском Албервилу.
Све до 1989. играчима из комунистичких земаља са истока Европе није било дозвољено да наступају у америчкој професионалној НХЛ лиги, и да напуштају земљу. Прве су „попустиле“ совјетске власти дозволивши својим играчима да играју на професионалном нивоу и да напуштају земљу. Велики број совјетских понајбољих играча искористио је ту прилику и ангажмане пронашао у НХЛ лиги, укључујући и комплетну „велику руску петорку“ (Игор Ларионов, Вјачеслав Фетисов, Владимир Крутов, Сергеј Макаров и Алексеј Касатонов) који су нове ангажмане пронашли у Ред вингсима из Детроита и Ванкувер Канаксима. Совјетски Савез се распао у децембру 1991, а као легитимни наследник појавила се селекција Русије, док је већ наредне године у чланство ИИХФ примљено 9 некадашњих совјетских република које су наставиле да наступају на међународној сцени као самосталне државе. Шест од некадашњих 15 совјетских република наступило је на ЗОИ 1992. у Албервилу под једном заставом, као Уједињени тим (Јерменија, Белорусија, Казахстан, Русија, Украјина и Узбекистан). Хокејашка екипа Уједињеног тима је освојила златну медаљу победивши у финалу селекцију Канаде са 3:1. Бронзану медаљу освојила је Чехословачка победом над Сједињеним Државама од 6:1. Уједно био је то и последњи олимпијски наступ Чехословачке која се у јануару 1993. распала на Чешку Републику и Словачку. Чешка је означена као правни сукцесор некадашње заједничке репрезентације, док је Словачка у међународна такмичења кренула из најнижег ранга у 1994. (дивизија Ц).
Русија и Словачка дебитовале су већ на ЗОИ 1994. у норвешком Лилехамеру, Русија као правни наследник селекције Совјетског Савеза, а Словачка као победник квалификационог турнира. У групној фази олимпијског турнира као првопласиране селекције у елиминациону фазу су се пласирале Финска (са свих 5 победа) и Словачка (са 3 победе и 2 нерешена резултата). Финска је касније освојила бронзану медаљу победом над Русијом од 4:0. У финалној утакмици између Канаде и Шведске после 2:2 у регуларном делу, и након 0:0 у продужетку, победника су одлучили пенали (по први пут у олимпијским финалима). Након прве серије од по три шута, обе екипе су по два пута успевале да погоде противничку мрежу, и такмичење се наставило до златног гола (односно до прве предности једне од екипа). Одлучујући погодак Петера Форсберга којим је Шведска дошла до прве златне олимпијске медаље у историји проглашен је за један од најбољих хокејашких погодака икада. Форсберг је успео да „надмудри“ канадског голмана Корија Хирша лажним форхендом, да би након његове реакције лаганим једноручним бекхендом упутио пак у мрежу Канађана.

### Учешће НХЛ играча (1998—2018)
Године 1995. потписан је уговор између представника Међународног олимпијског комитета, ИИХФ, НХЛ-а и Асоцијације НХЛ играча (НХЛПА) којим је дозвољено професионалним играчима из НХЛ-а да наступају на олимпијским играма. У складу са постигнутим договором формат олимпијског турнира на ЗОИ 1998. у Нагану је прилагођен распореду НХЛ лиге, а 6 најбољих екипа чије окоснице су чинили играчи из НХЛ екипа (Канада, Чешка, Финска, Русија, Шведска и САД) у такмичење су се укључили након прелиминарне фазе која је почела 7. фебруара. Управо тог дана играле су се и утакмице у НХЛ лиги, након чега је уследила пауза од 17 дана у том такмичењу. Међутим овакав систем такмичења није одговарао селекцији Словачке која је у такмичењу учествовала од почетка, а чији најбољи играчи су такође играли у НХЛ екипама. Финална фаза такмичења стартовала је 13. фебруара, а поред 6 најбољих екипа које су биле слободне у такмичење су се укључили и победници прелиминарне фазе Казахстан и Белорусија. Иако је Канада пре турнира важила за главног фаворита за злато, у полуфиналу су изгубили од Чешке са 2:1, а потом у утакмици за бронзу и од Финске са 3:2. Предвођена Домиником Хашеком на голу, селекција Чешке је у финалу са 1:0 победила изабрани тим Русије и дошла до прве златне хокејашке олимпијске медаље у историји. Руски нападач Павел Буре је постигао рекорд по броју голова на једној утакмици, пошто је у полуфиналном окршају са Финском постигао укуно 5 погодака (од укупно 9 на целом турниру). Швеђанин Улф Самуелсон суспендован је из екипе након прве утакмице против Белорусије, пошто је откривено да је имао отворен захтев за добијање америчког држављанства, чиме је по шведским законима аутоматски престао бити држављанином те земље. Олимпијски комитете Чешке се жалио Суду за спортску арбитражу у Лозани и тражио да се Шведској одузму бодови, али је тај захтев одбијен.
Исти систем такмичења кориштен је и на Олимпијском турниру 2002. у Солт Лејк Ситију, а олимпијска пауза у НХЛ лиги почела је тек у другој недељи Игара. Међутим како су Сједињене Државе биле домаћини олимпијског турнира, а већина НХЛ клубова долазила је управо из ове земље, и екипе које су учествовале у прелиминарној фази имале су дозволе да ангажују своје НХЛ играче, али под условом да су слободни у својим клубовима у време одржавања олимпијских утакмица. Међутим, поново је екипа Словачке имала проблема са селекцијом најбољих играча због преклапања са њиховим обавезама у клубовима, и поново је ослабљена играла прелиминарну фазу, због чега је заузела последње место у групи А, односно претпоследње 13. место у укупном поретку. Највеће изненађење целог турнира приредила је селекција Белорусије која је у четвртфиналу елиминисала Шведску, што је уједно и највећи успех у историји белоруског хокеја. У борбама за медаље Белоруси су убедљиво поражени од Канаде и Русије и такмичење су завршили на 4. месту. Канађани су у финалу славили против Сједињених Држава са убедљивих 5:2 и тако по први пут након пуних 50 година стигли до златне олимпијске медаље. Центар репрезентације Финске Раимо Хелминен постао је први хокејаш који је учествовао на 6 узастопних олимпијских турнира.
Систем такмичења за олимпијски турнир 2006. у Торину је промењен, све екипе су подељене у две групе са по 6 тимова, а након групне фазе по 4 најбоље пласиране екипе из обе групе такмичење су настављале у плејофу. Пауза у НХЛ лиги трајала је током целог олимпијског турнира, тако да су све репрезентације биле у могућности да наступе у најјачим поставама. Победом над Финском од 3:2 у финалу, селекција Шведске долази до своје друге златне медаље, док бронзу осваја Чешка Република. Шведска је неколико месеци касније освојила и титулу светских првака и тако постала прва репрезентација која је објединила те две титуле у једној години.
Зимске олимпијске игре 2010. одржавале су се у Ванкуверу, а хокејашки турнир играо се у Роџерс арени капацитета око 19.000 места. По први пут хокејашки турнир се играо на терену нешто мањих димензија од стандардних (61мх26м уместо 61мх30,5м). На тај начин организатори су смањили евентуалне грађевинске трошкове за 10 милиона канадских долара, а дворана је добила већи капацитет. На турниру је учествовало 12 екипа подељених у три групе са по 4 тима чиме се изашло у сусрет челницима НХЛ лиге који су тражили да се број утакмица у прелиминарној рунди смањи на максимално три. Победници група и најбоља другопласирана селекција обезбедили су директан пласман у четвртфинале, док је преосталих 8 екипа играло у осмини финала. По први пут селекција Словачке играла је у полуфиналу, и изгубила од Канаде са 3:2 (а потом и од Финске у борби за бронзану медаљу). У утакмици за златну медаљу Канада је победила Сједињене Државе голом Сиднија Крозбија у продужетку са 3:2 (гол је постигнут у 7:40 минуту продужетка) и тако дошла до своје 8. златне олимпијске медаље. Крило селекције Финске Теему Селене постигао је укупно свој 37. поен на олимпијском турниру чиме је оборио рекорд у овој статистици од 36 поена који је поставио Канађанин Хери Вотсон још давне 1924. (а касније изједначили Чех Властимил Бубник и Рус Валериј Харламов).
Зимске олимпијске игре 2014. одржане у Сочију у Русији, задржале су исти формат такмичења који се користио у Ванкуверу 2010. године, али су се вратиле стандардне димензије терена. Словенија је први пут учествовала на Олимпијским играма, а у другој утакмици победила је Словачку са 3:1. У елиминационој фази победили су Аустрију, али су у четвртфиналу поражени од Шведске 0:5 и тиме завршила најбољи наступ на неком међународном турниру. Летонија је у групи поражена од Швајцарске, али је истог противника поразила у првом колу елиминационе фазе. У четвртфиналу су након велике борбе поражени од Канаде. Домаћин турнира Русија, која се сматрала једним од фаворита, изгубила је 3:1 у четвртфиналу од Финске и завршила на 5. месту. Американци су до полуфинала дошли са 5 победа и гол-разликом 20:6, али су заустављени од Канаде поразом 0:1, а затим су изгубили и утакмицу за треће место од Финске 0:5. Тему Селене је постигао 6 поена и проглашен је за најкориснијег играча турнира и тиме повећао свој олимпијски рекорд на 43 поена (24 гола, 19 асистенција). Са 43. године постао је најстарији олимпијски стрелац и најстарији освајач олимпијске медаље. Канада је освојила девету олимпијску медаљу победом над Шведском у финалу са 3:0. Канађани су постали први тим након 1984. године који није поражен на турниру и први који је одбранио титулу освојену четири године раније у Ванкуверу.

### Без НХЛ играча (2018—2022)
Турнир у хокеју на леду на Зимским олимпијским играма у Пјонгчангу 2018. године одржан је без учешћа НХЛ играча, први пут од Зимских олимпијских игара 1994. у Лилехамеру. Фаворити за златну медаљу били су Руси, јер је њихова домаћа КХЛ лига направила паузу и дозволила звездама као што су Павел Дацјук и Иља Коваљчук да наступе у репрезентацији. Руским спортистима забрањено је да се такмиче под својом заставом и грбом због сумње на систематски допинг, али им је дозвољено да наступају под олимпијском заставом и именом Олимпијски спортисти из Русије. Финале је одиграно између Немаца, који су у полуфиналу неочекивано елиминисали Канађане резултатом 4:3 и Руса који су победили Чешку са 3:0. У финалу су Руси победили Немачку са 4:3 и освојили златну медаљу након што је Кирил Капризов постигао победнички гол у продужетку. Руски играчи су упркос забрани певали химну током церемоније доделе медаља, али је МОК одлучио да не предузима ништа. Канада је освојила бронзану медаљу победом на над Чешком 6:4.
Иако је првобитно планирано да НХЛ играчи учествују на Зимским олимпијским играма 2022. године у Пекингу, руководство лиге и Удружење НХЛ играча објавили су 21. децембра 2021. да ће се повући са турнира, наводећи као разлог пандемију ковида 19. Финска је освојила своју прву златну медаљу у хокеју на леду након што је остала непоражена и победила Руски олимпијски тим у финалу. Словачка је освојила своју прву бронзану медаљу након што је победила Шведску резултатом 4:0. По први пут у историји, Чешка Република се није пласирала у четвртфинале и завршила је на деветом месту, што је њихово најгори пласман у историји.

## Женски турнири
На 99. сесији МОКа у Барселони (Шпанија) 1992. одлучено је да се и женски хокеј уврсти у програм Зимских олимпијских игара, почев од Зимских олимпијских игара 1998. у Нагану, а основни мотив је била жеља да се повећа број женских спортиста на Олимпијским играма. Како женски хокеј није био део програма у тренутку када је Нагано добио право организације игара локални организациони одбор се нашао у проблему због изненадних додатних трошкова који су се појавили, и јавиле су се идеје и да се одржавање женског хокејашког турнира помери за 4 године. Коначан договор о уврштавању женског хокеја у програм игара постигнут је у новембру 1992, а потписали су га председници организационог одбора игара и МОК-а. Да би додатни трошкови по организаторе били што мањи одлучено је да на турниру учествује само 6 репрезентација, а да се утакмице играју у већ постојећим дворанама. Канадска аматерска хокејашка федерација се обавезала да ће тренирати репрезентацију Јапана и да ће им помоћи да буду што конкурентнији на турниру. Формат првог турнира био је сличан мушком. У првој рунди свака репрезентација је одиграла пет утакмица, а 4 најбоље су се пласирале у полуфинале где су се бориле за медаљу.

### 1998—2010
Женским хокејом је пре олимпијског дебија 1998. доминирала селекција Канаде која је до тог тренутка освојиле сва Светска првенства, а једини прави конкурент била је селекција Сједињених Држава. У 13 међусобних утакмица између два тима закључно са 1997. Канада је славила у 7, а САД у 6 утакмица. На олимпијском турниру 1998. су још учествовали Финска, Шведска, Кина и домаћин Јапан. Канада и САД су доминирале групном фазом, а у међусобном мечу победиле су Американке са 7:4. Две екипе састале су се и у финалу где су поново победиле хокејашице САД са 3:1 поставши тако тек трећи амерички хокејашки тим који је освојио злато. Бронза је припала селекцији Финске.
За Зимске олимпијске игре 2002. број тимова повећан је на осам, а Русија, Немачка и Казахстан дебитовале су на олимпијској сцени. Канађанке и Американке су до финала дошле без пораза, а у финалу је репрезентација Канаде победила са 3:2 и тако се Американкама реванширала за пораз на претходним играма. Шведска је освојила прву женску хокејашку медаљу на олимпијским играма победом над Финском.
На следећим Зимским олимпијским играма 2006. у Торину дебитовали су Швајцарска и Италија која је тада била рангирана као 17. репрезентација света, али се пласирала зато што је Италија била домаћин. Како је селекција Италије остварила веома лош скор са само једним постигнутим и чак 32 примљена погодка у три утакмице, председник ИИХФ Рене Фазел изјавио је како би у будућности требало размислити о томе да домаћини игара обезбеђују директан пласман. Канадски тим је стартовао одлично и у три утакмице имао скор 36:1. Амерички одбрамбени играч Анђела Руџеиро оптужила је Канаду да су им битни само резултати и упозорила да би олимпијски статус турнира могао бити доведен у питање због недостатка конкурентнијих тимова. Као одговор Рене Фазел је изјавио да су и друге репрезентације напредовале и да је слично било и у раним годинама на мушком турниру. Он је додао:„Ја вам обећавам да Шведској неће требати 64 године да победи“, алудирајући на чињеницу да је мушки тим Шведске победио Канаду тек 1984. године. (Шведски женски тим победио је Канаду први пут 2008. на турниру четири нације).
У полуфиналној утакмици Американке су изгубиле од Шведске 3:2 након пенала и тако доживеле први пораз од неке екипе а да то није Канада. Овакав резултат је упоређиван са чудом на леду из 1980. године. У финалу Канада је победила Шведску са 3:2 и тако освојила другу узастопну титулу, док су Сједињене Државе дошле до бронзе победом над Финском.
На Олимпијским играма 2010. у Ванкуверу учествовало је 8 екипа, међу којима је била и Словачка као дебитант. Канада и Сједињене Америчке Државе су биле убедљиве у првој фази и имали су скор 41:2 и 31:1. Овакви резултати поново су оживели критике о неуједначености такмичења и великим разликама у квалитету између тимова, те о оправданости егзистирања женског хокеја у олимпијском програму. Тадашњи председник МОК-а Жак Рог је изјавио:„Постоји недоследност и сви се слажу са тим. Ово је можда период инвестирања у женски хокеј. Ја бих им лично дао више времена за раст, али мора постојати период напредовања. Не можемо наставити без напредовања“. Шведски селектор Петер Еландер је рекао да је тешко за друге нације да се такмиче због недостатка финансијских средстава и мањег избора играча, додавши да: „Средства за све тимове морају бити иста... Ако желите да имате уједначен турнир у Сочију, морате имати национални програм у свим државама.“ Неки критичари су предложили правило милости како би се спречили велики резултати. Рене Фазел је рекао да ће размотрити предлог. Један број тренера, укључујући и тренера Кине Хану Саинтуле чије је тим поражен од Американки са 12:1, је изјавио да су они били против такве идеје.
Канада је освојила треће узастопно злато победом над САД са 2:0, а Финска је стигла до своје друге бронзане медаље након што су прву освојили 1998. године.

### 2014—2022
На Зимским олимпијским играма 2014. у Сочију, Канада је победила Сједињене Америчке Државе резултатом 3:2, пошто је Мари-Филип Пулен постигла гол у продужетку. То је била четврта узастопна златна медаља за Канаду. Победом су Канађанке Хејли Викенхајзер, Џејна Хефорд и Каролин Оулет постале прве спортискиње које су освојиле четири златне медаље у хокеју на леду. Они су се такође придружиле совјетском биатлонцу Александру Тихонову и немачкој брзој клизачи Клаудији Пехштајн као јединим спортистима који су освојили златне медаље на четири узастопне Зимске олимпијске игре. У игри за бронзану медаљу, Швајцарска је победила Шведску резултатом 4:3 и освојила своју прву медаљу у хокеју на леду за жене.
Сједињене Америчке Државе победиле су Канаду са 3:2 после пенала у финалу Зимских олимпијских игара 2018. у Пјонгчангу. То је било први пут после 20 година да су Сједињене Америчке Државе кући однеле златну медаљу у женском хокеју. Претходно су победили 1998. године у Нагану у Јапану. У борби за треће место Финска је победила Русију са 3:2 и тако трећи пут освојила бронзану медаљу.
Издање 2022. године је по први пут одржано са десет тимова. Канада је освојила своју пету златну медаљу, победивши Сједињене Државе у финалу резултатом 3:2. Финска је победила Швајцарску са 4:0 у мечу за бронзану медаљу.

## Правила

### Систем квалификација
Број екипа учесница олимпијског турнира варирао је током година, од 4. тима колико их се такмичило на ЗОИ 1932. до максималних 16. колико их је по први пут учествовало на Играма 1964. Од 1976. године на мушком турниру учествује 12 екипа (изузетак су били олимпијски турнири 1998. и 2002. када је учествовало 14 репрезентација). Након што су челници НХЛ лиге дозволили играчима да учествују на Зимским олимпијским играма 1998. године, „велика хокејашка шесторка“ (Канада, Чешка, Финска, Шведска, Русија и Сједињене Државе) добила је право да се аутоматски пласира у финални део олимпијског турнира, без играња прелиминарне рунде. Због тога је број екипа повећан на 14 како би се могле формирати две прелиминарне квалификационе групе са по 4 тима. Победници прелиминарних група, Казахстан и Белорусија придружили су се „великој шесторки“ у другој фази где су екипе биле подељене у две групе са по 4 тима. Сличан систем је коришћен и 2002. године. За турнир 2010. број тимова је смањен на 12, а самим тим смањен је и укупан број утакмица. Списак екипа које су директно обезбедиле учешће на поменутим играма, као и број екипа које су учествовале у додатним квалификацијама одређен је на основу Ранг листе ИИХФ-а. Девет првопласираних репрезентација са листе након Светског првенства 2008. пласирали су се директно на олимпијски турнир, док су тимови рангирани од 19. до 30. места стартовали у првој рунди квалификација. Три првопласиране екипе пласирале су се у другу рунду где су им се придружиле екипе рангиране на ранг листи од 10. до 18. места. Три првопласиране екипе пласирале су се на завршни олимпијски турнир. На турниру у Сочију 2014. учествује 12 екипа подељених у три групе са по 4 тима. Након групне једнокружне фазе, три првопласиране и најбоља другопласирана селекција директно се пласирају у четвртфинале, док преосталих 8 екипа разиграва за пласман у четвртфинале.
Број учесника женског турнира варирао је од 6 колико их је учествовало на Играма 1998. до 8. на свим осталим турнирима. Систем квалификација је сличан ономе на мушком делу турнира. Шест првопласираних репрезентација на основу ИИХФ ранг листе након Светског првенства 2008. пласирали су се директно на Олимпијске игре. Тимови рангирани испод 13. места стартовали су у првој рунди предолимпијских квалификација подељени у две групе. Победници група пролазили су у други круг где су им се прикључиле екипе рангиране од 7. до 12. места. Две најбоље екипе пласирале су се на Олимпијски турнир. На турниру у Сочију 2014. учествује 8 репрезентација подељених у две групе. Након групне фазе победници група обезбеђују директан пласман у полуфинале, док екипе пласиране на другом и трећем месту разигравају у четвртфиналу за две преостале позиције у полуфиналу. Последњепласиране екипе у обе групе играју меч за 7. место.

### Играчи
Сва међународна репрезентативна такмичења у хокеју на леду одржавају се под ингеренцијом Међународне хокејашке федерације (ИИХФ) која регулише правила и систем квалификација. Према прописима ИИХФ-а сваки потенцијални учесник међународних утакмица мора бити под директном јурисдикцијом једног од пуноправних чланова ИИХф-а (национални савези) и мора бити држављанин земље за чију репрезентацију наступа.
У случају да је играч променио држављанство, да би стекао право наступа у међународним такмичењима за своју нову домовину (под условом да се раније није такмичио у том рангу такмичења) мора да се такмичи у националним такмичењима те земље минимум две године пре репрезентативног дебија, а мора да поседује и међународну трансфер картицу коју уз сагласност оба национална савеза издаје ИИХФ. Уколико је играч пре промене националног тима наступа за некадашњу репрезентацију, пре дебија за нови тим обавезан је да игра 4 године у такмичењима у новој држави чији је држављанин постао. Играч током каријере има право да само једном промени репрезентацију (ова правила се не односе на тренере). Према изворним правилима МОК-а спортиста који је једном наступио за једну земљу није имао право да мења „боје дреса“ ни под каквим околностима.

#### Аматеризам и професионализам у олимпијском хокеју
Оснивач Међународног олимпијског комитета барон Пјер де Кубертен олимпијске игре је замишљао као аматерско такмичење у којем сви учесници треба да имају једнака права и једнаке услове за такмичење (како у току самог турнира тако и у припремном периоду). Крајем XIX века спорт као активност је сматран за једну од најважнијих целина целокупног образовног система (посебно у јавним школама на Западу) која је заузимала веома важну улогу у процесу формирања здраве личности. Као такав спорт је морао бити доступан свима. Истовремено је у образовним круговима (а посебно међу аристократијом) владало мишљење да интензивно тренирање и вежбање са циљем остваривања што бољих резултата над ривалима у такмичењима, представља варање. Из таквог схватања проистекло је и Кубертеново олимпијско гесло „Важно је учествовати“, а спортиста се замишљао као „џентлмен и припадник аристократског друштва“.
До првог одступања од олимпијске идеологије базиране на аматерском спорту дошло је после Другог светског рата формирањем „државних аматерских спортских екипа“ у земљама социјалистичког државног уређења. Совјетски Савез је међу првима својим спортистима плаћао припреме и обезбеђивао средства за тренинге, док су у исто време спортисти из западних земаља самостално финансирали своје активности (наравно реч је о аматерским спортистима). На овај начин стварао се све већи јаз у квалитету између спортиста са Истока и Запада.
Крајем 1960-их година тадашња Аматерска хокејашка асоцијација Канаде (данас Савез хокеја на леду Канаде) увидевши да њихови аматерски играчи нису у могућности да се равноправно такмиче са играчима из источноевропских земаља, тражила је дозволу да се у такмичења укључе и играчи из професионалних лига. Жестоки противници увођења професионалних играча у олимпијски програм били су челници ИИХФ и МОК-а, а тадашњи председник МОК-а Американац Ејвери Брандиџ (на функцији од 1952. до 1972) сматрао је да је немогуће и недопустиво да професионални и аматерски играчи наступају заједно на такмичењима. Челници ИИХФ-а су на конгресу одржаном 1969. дозволили Канађанима да у екипу уврсте до 9 професионалних играча (који не наступају за НХЛ екипе) током такмичења за светско првенство 1970. чији домаћин је била управо Канада (градови Монтреал и Винипег). Међутим одлука је поништена већ у јануару 1970. на инсистирање председника Брандиџа који је сматрао да хокеј на леду као олимпијски спорт мора да уважава правила МОК-а као што је то случај са свим осталим спортовима. Због неслагања са таквом одлуком Канађани су повукли све своје селекције из свих међународних такмичења, уз образложење да ће таква одлука бити на снази све док се не уведу „отворена такмичења“ и свим селекцијама се не пруже једнака права. У решавање проблема са Канадском хокејашком асоцијацијом активно се од 1975. укључио и нови председник ИИХФ-а Гинтер Сабецки, а већ наредне године донета је одлука да се свим професионалним играчима омогући учешће на светским првенствима. Међутим та дозвола и даље није важила за играче који су наступали у НХЛ тимова, првенствено због неслагања челника те лиге са сатницама међународних такмичења која су се преклапала са трајањем сезона у тој лиги. Селекција Канаде вратила се на такмичење 1980. године.
Непосредно пре почетка ЗОИ 1984. у Сарајеву, повела се расправа о томе колики је минимум услова који професионалног играча раздвајају од аматерског, и самим тим који играчи имају право наступа на олимпијском турниру. Челници МОК-а су усвојили правило према којем је сваки играч који је имао потписан професионални уговор са неком од НХЛ екипа имао право наступа на Играма, али под условом да је у НХЛ лиги одиграо мање од 10 утакмица. Челници Олимпијског комитета Сједињених Држава су били против ове одлуке и сматрали су да је НХЛ лига строго професионално такмичење, и да самим тим сви играчи који имају потписане уговоре са екипама из те лиге имају статус професионалних играча. На крају је МОК променио одлуку (свега неколико дана пред почетак Игара у Сарајеву), а право наступа имали су само они играчи који иако имају професионалне уговоре пре олимпијског турнира нису одиграли ни један званични меч у НХЛ лиги, док су играчи који су наступали у осталим професионалним лигама имали право играња за своје репрезентације. Секретар канадског хокејашког савеза Алан Иглсон је изјавио да се усвојено правило односи искључиво на играче из Националне хокејашке лиге, док се сви остали играчи из професионалних лига сматрају играчима са аматерским уговорима, уједно најавивши могућност поновног повлачења Канаде са такмичења (што се није десило). Године 1986. челници МОК-а су донели одлуку према којој је дозвољено учешће свим спортистима на Олимпијским играма, без обзира на њихов професионални статус, а на међународне спортске савезе је пребачена коначна одлука о статусу професионалних спортиста.

#### Укључење НХЛ играча у олимпијски програм
Како се олимпијски турнир преклапао са регуларним делом сезоне у НХЛ лиги, управа те лиге није дозвољавала учешће свим играчима на олимпијском турниру током игара 1992, 1994. и 1998. године. Да би се избегло преклапање, МОК и ИИХФ су захтевали од челника НХЛ-а да током трајања олимпијског турнира направе паузу у такмичењу као што раде остале професионалне лиге.
На афирмативну одлуку НХЛ-а позитивно је утицала и чињеница да су челници Националне кошаркашке лиге (професионалне кошаркашке лиге) дали „зелено светло“ својим играчима за наступ на ЛОИ 1992. у Барселони. Амерички тим снова састављен од професионалаца из НБА лиге убедљиво је освојио кошаркашки турнир, а учешће понајбољих светских играча на турниру умногоме је допринело појачаном занимању како за олимпијски турнир, тако и за саму НБА лигу. Комесар за такмичење НХЛ лиге Гери Бетман (који је 1992. обављао функцију извршног директора НБА лиге) изјавио је да је учешћем НБА играча на том олимпијском турниру значајно порасло занимање за ту лигу на глобалном нивоу, и сматрао је да би исти сценарио могао да се деси и са НХЛ лигом уколико би сви њени играчи имали право наступа на ЗОИ. Међутим како се олимпијски турнир у кошарци који се игра лети не преклапа са сезоном у НБА лиги (игра се у сезони зима-пролеће), што није случај са хокејашким турниром, Бетман је чак предлагао да се олимпијски турнир у хокеју на леду пребаци у програм Летњих олимпијских игара. Тај предлог је наравно одбијен због неслагања са концептом МОК-а према којем сви спортови који се одвијају на снегу и леду треба да буду део програма Зимских олимпијских игара. Коначан договор о учешћу свих НХЛ професионалаца на олимпијском турниру постигнут је марта месеца 1995. у Женеви, а састанку су присуствовали Бетман (као представник НХЛ-а), председник ИИХФ-а Рене Фазал, председник МОК-а Хуан Антонио Самаран и секретар Асоцијације хокејашких професионалаца Боб Гудинав. Према договору сви професионалци из НХЛ-а имали су право наступа за своје репрезентације на олимпијском турниру почев од Игара у Нагану 1998. године. Споразум је службено ступио на снагу 2. октобра 1995. службеном објавом од стране управног одбора НХЛ лиге, а том приликом Бетман је изјавио да: „Све ово што смо урадили урадили смо у интересу хокеја на леду и убеђени смо да ће се исплатити. Хокејашки турнир ће постати јачи, већи и у такмичарском смислу много здравији.“
Како је због локаута узрокованим неспоразумом између челника НХЛ лиге и заједнице играча, цела НХЛ сезона 2004/05. отказана, челници лиге су се двоумили да ли да дозволе својим играчима наступ на Играма у Торину 2006, што је јавно и објавио секретар Бетман у јануару 2005. године. Међутим како је у јуну 2005. потписан нови колективни уговор између синдиката играча и челника лиге уклоњене су све препреке у вези са одигравањем наредне сезоне овог такмичења, а самим тим и у вези са учешћем играча на наредна два олимпијска турнира. Поједини власници НХЛ тимова су били против идеје да њихови играчи наступају на међународним турнирима због опасности од евентуалних повреда и исцрпљености. Већина играча искористила је „олимпијску паузу“ у лиги за одмор, док је неколико играча који су током Игара повређени било присиљено да пропусти остатак лигашке сезоне. Бетман је изјавио и да се све време интензивно радило на томе да сам формат олимпијског турнира буде „мало лакши за све“ (смањење броја утакмица).
Наступ НХЛ играча на Играма 2014. у Сочију регулисан је новим колективним уговором између челника лиге и асоцијације играча. На конференцији за новинаре Асоцијације НХЛ играча у октобруPodnieks and Szemberg 2008, секретар асоцијације Пол Кели је изјавио да се играчи које он заступа залажу за играње на олимпијском турниру и да ће настојати да ту клаузулу унесе у коначан текст уговора са челницима лиге. Кели је такође изјавио и да доста лоши односи и велики ривалитет између челника НХЛ-а са једне и Савеза хокеја на леду Русије и челника Континенталне хокејашке лиге са друге стране, могу позитивно да се одразе на само учешће НХЛ професионалаца на олимпијском турниру. У једном интервјуу из 2009. директор КХЛ-а Александар Медведев је изјавио да затезање око потписивања новог колективног уговора између играча и челника НХЛ-а представља вид притиска којим би се изнудио што повољнији уговор између две лиге у вези са трансферима играча. Батман је нешто раније изјавио да евентуална пауза у НХЛ лиги током трајања олимпијског турнира у Сочију може донети велике штете самој лиги, посебно због чињенице да се поменути олимпијски турнир одржава далеко од тла Северне Америке и у различитој временској зони. Према његовим речима, са тим ставом се слаже и већина власника НХЛ лигаша сматрајући да су ризици од повреда играча и трошкови знатно већи од евентуалних користи. Са друге стране председник ИИХФ-а Рене Фазал је изјавио да ће урадити све што је у његовој моћи да омогући учешће свим играчима на олимпијском турниру, а поједини играчи попут Александра Овечкина и Јевгенија Малкина су обећали да ће наступити за своју репрезентацију са дозволом лиге или без ње.
Нови колективни уговор између НХЛ-а и Асоцијације играча је потписан у јануару 2013, а ступио је на снагу у јуну исте године. Према уговору НХЛ лига ће направити паузу од 17 дана током трајања олимпијског турнира, а њена делегација ће делимично учествовати и у организацији самог хокејашког турнира. Међународни олимпијски комитет се обавезао да ће челницима НХЛ-а уплатити око 8 милиона долара на име осигурања играча од евентуалних повреда (уговор вреди само за ЗОИ 2014).

### Правила игре
Први олимпијски турниру 1920. године умногоме се разликовао од данашњих хокејашких утакмица. Играло се на отвореном, на природном леду, нападачки пасови нису били дозвољени, терен (који је био намењен првенствено за уметничко клизање) је био димензија 56 × 18 метара, а играло се у два периода по 20 минута. Сваки тим је имао по 7 играча на леду, а постојала је и позиција ровера, односно „лутајућег играча“ који је по потреби могао да игра на разним позицијама. Након турнира ИИХФ је променио правила усвојивши канадска правила о шест играча на терену и три периода игре.
На олимпијским турнирима се примењују правила која прописује ИИХФ. На конгресу 1969, ИИХФ је омогућио бодичек у све три зоне, као у НХЛ-у. Пре тога је бодичек у међународном хокеју био дозвољен само у одбрамбеној зони. Неколико других промена по угледу на НХЛ усвојено је у раним седамдесетим годинама: играчи су од морали да носе кациге, а голманска маска је постала обавезна 1972. Године 1992. ИИХФ је увео систем плеј-офа у борби за медаље, а након нерешеног резултата изводили су се пенали. ИИХФ је 1998. усвојио ново правило којим је дозвољен прелазак пака преко две линије без суђења офсајда, али уз услов да се један од играча екипе која је у нападу налази у противничкој трећини. Пре тога је замка у неутралној зони (Neutral zone trap) успоравала игру и спречавала пуно голова.
Садашња ИИХФ правила незнатно се разликују од правила која се користе у НХЛ-у, а највећа разлика је у димензијама терена. Клизалиште у НХЛ-у је уже, димензије су 61 м × 26 м, а међународна величина је 61 м × 30,5 м. Већи терен омогућава доста бржу игру, али и знатно мање физичког контакта међу играчима. Друга разлика у правилима између ИИХФ-а и НХЛ-а о досуђивању забрањеног испуцавање или ајсинга. У НХЛ-у линијски судија зауставља игру након што противнички играч додирне пак који је прешао иза линије гола, тзв. тач ајсинг. Ајсинг се поништава ако голман екипе која се брани додирне плочицу. У међународним утакмицама које се играју под окриљем ИИХФ-а, вреди правило аутоматског ајсинга, односно ајсинг се досуђује аутоматски оног тренутка када пак пређе црвену линију противничког гола. Почев од сезоне 2005/06. НХЛ је увео неколико нових правила. Нека од њих се већ користе и у ИИХФ попут правила о преласку пака преко две линије и правила о продужецима. Голману је забрањено да управља паком иза гола, осим ако се налази у области трапезоидног облика која је директно иза гола (разлика у односу на НХЛ лигу). Међународна хокејашка федерација подржава НХЛ „политику нулте толеранције“ на опструкције игре и охрабрује судије да више суде повлачење палицом, држање и ометање у извођењу казне.
Свака екипа може имати између 15 и 20 играча и плус 2 или 3 голмана, од којих сви морају бити држављани репрезентације за коју наступају.

### Недозвољене супстанце
Међународна хокејашка асоцијација стриктно следи прописе Светске антидопинг агенције о недозвољеним средствима која утичу на резултате такмичара, и методом случајног одабира подвргава играче тестовима на недозвољене супстанце. Према Светској антидопинг агенцији, играч за кога се испостави да је био позитиван на тесту, суочава се са дисквалификацијом и суспензијом, чије трајање зависи од броја и величине прекршаја. Када је тест једног играча позитиван и остатак екипе се аутоматски подвргава тестирању на исту супстанцу, а још један позитиван налаз може довести до суспензије целог тима. Године 2001. Олимпијски комитет САД захтевао је да се НХЛ играчи који су били потенцијални чланови Олимпијског тима подвргну насумичним тестовима на недозвољене супстанце, а 1998. од Националне антидопинг лабораторије захтевано је тестирање свих такмичара учесника ЗОИ 1998, уз изузетак играча НХЛ-а. НХЛ асоцијација преферира више уједначен начин тестирања од стране Светске антидопинг агенције приликом којих сви играчи прођу исти број тестова. Постигнут је споразум и да Светска антидопинг агенција обавезна тестирања врши по завршетку НХЛ плеј-офа.
| Играч              | Нација          | Олимпијада | Супстанца         | Казна                        | Запис | Реф.            |
| ------------------ | --------------- | ---------- | ----------------- | ---------------------------- | --- | --------------- |
| Алојз Шлодер       | Западна Немачка | 1972       | Ефедрин           | Шестомесечна суспензија      | Први играч на Зимским олимпијским играма који је користио недозвољена средства, Шлодер је избачен са Олимпијских игара, али је његов тим наставио да се такмичи.                                                             | [ 40 ]          |
| Франтишек Поспишил | Чехословачка    | 1976       | Кодеин            | Без казне                    | Тимски лекар Ото Трефни који је прописао Поспишилу лек као третман за грип, добио је доживотну забрану. Тим је био приморан да преда утакмицу против Пољске, али је освојио сребрну медаљу, коју је такође добио и Поспишил. | [ 181 ] [ 182 ] |
| Јарослав Моравецки | Пољска          | 1988       | Тестостерон       | Осамнаестомесечна суспензија | Пољском тиму је дозвољено да настави такмичење без Моравецког, али су им одузета два бода која су освојили против Француске.                                                                                                 | [ 183 ]         |
| Матијас Олунд      | Шведска         | 2002       | Ацетазоламид      | Без казне                    | Охлунд је нехотице унео супстанцу заједно са лековима које је узимао након операције ока и није суспендован. | [ 184 ]         |
| Василиј Панков     | Белорусија      | 2002       | 19-Норандростерон | Ретроактивно дисквалификован | Панков је морао да врати олимпијску диплому. Јевгениј Лоситски, доктор репрезентације је суспендован на следеће две олимпијаде.                                                                                              | [ 185 ]         |

Крајем 2005. године два НХЛ играча који су били наведени као потенцијални учесници Олимпијских игара била су позитивна на допинг тесту који је спровела ВАДА. Американац Брајан Берард који је учествовао на Зимским Олимпијским играма 1998. био је позитиван на 19-Норандростерон. Канађанин Жозе Тиодор пао је на тесту, јер је узимао Пропецију, препарат против ћелавости који садржи забрањену супстанцу Финастерид. Оба играча добила су двогодишњу забрану учествовања на међународним такмичењима, иако нису ни били на коначном списку играча њихових тимова.

## Статистика

### Учесници
На досадашња 23 олимпијска турнира у хокеју на леду у обе конкуренције учествовале су укупно 32 националне репрезентације.
Резултати које су оствариле селекције Совјетског Савеза и Уједињеног тима (1992) приписују се Русији као правној наследници тих земаља. Иста ситуација је и са резултатима Чехословачке чији правни наследник је Чешка. Резултати које су остварили Западна и Источна Немачка приписују се данашњој СР Немачкој.
Легенда
| #           | Коначан пласман на крају игара.                          |
| =#          | Означава да је више екипа поделило одређену позицију.    |
| –           | Без учешћа у датој години.                               |
| ДСКВ        | Екипа је дисквалификована са турнира.                    |
|             | Екипа није постојала под тим именом у време датих игара. |
| References: |                                                          |

#### Мушкарци
| Нација               | 20 | 24 | 28 | 32 | 36 | 48   | 52 | 56 | 60 | 64 | 68 | 72 | 76 | 80 | 84 | 88 | 92 | 94 | 98 | 02 | 06 | 10 | 14 | 18 | 22 | Укупно |
| -------------------- | -- | -- | -- | -- | -- | ---- | -- | -- | -- | -- | -- | -- | -- | -- | -- | -- | -- | -- | -- | -- | -- | -- | -- | -- | -- | ------ |
| Аустралија           | –  | –  | –  | –  | –  | –    | –  | –  | 9  | –  | –  | –  | –  | –  | –  | –  | –  | –  | –  | –  | –  | –  | –  | –  | –  | 1      |
| Аустрија             | –  | –  | 05 | –  | 07 | 7,8  | –  | 10 | –  | 13 | 13 | –  | 8  | –  | 10 | 9  | –  | 12 | 14 | 12 | –  | –  | 10 | –  | –  | 13     |
| Белгија              | =6 | =7 | =8 | –  | =9 | –    | –  | –  | –  | –  | –  | –  | –  | –  | –  | –  | –  | –  | –  | –  | –  | –  | –  | –  | –  | 4      |
| Белорусија           |    |    |    |    |    |      |    |    |    |    |    |    |    |    |    |    |    | –  | 07 | 4  | –  | 9  | –  | –  | –  | 3      |
| Бугарска             | –  | –  | –  | –  | –  | –    | –  | –  | –  | –  | –  | –  | 12 | –  | –  | –  | –  | –  | –  | –  | –  | –  | –  | –  | –  | 1      |
| Данска               | –  | –  | –  | –  | –  | –    | –  | –  | –  | –  | –  | –  | –  | –  | –  | –  | –  | –  | –  | –  | –  | –  | –  | –  | 7  | 1      |
| Италија              | –  | –  | –  | –  | =9 | 8    | –  | 7  | –  | 15 | –  | –  | –  | –  | 9  | –  | 12 | 9  | 12 | –  | 11 | –  | –  | –  | –  | 9      |
| Јапан                | –  | –  | –  | –  | =9 | –    | –  | –  | 8  | 11 | 10 | 9  | 9  | 12 | –  | –  | –  | –  | 13 | –  | –  | –  | –  | –  | –  | 8      |
| Југославија          | –  | –  | –  | –  | –  | –    | –  | –  | –  | 14 | 9  | 11 | 10 | –  | 11 | –  | –  |    |    |    |    |    |    |    |    | 5      |
| Јужна Кореја         |    |    |    |    |    |      |    |    |    | –  | –  | –  | –  | –  | –  | –  | –  | –  | –  | –  | –  | –  | –  | 12 | –  | 1      |
| Канада               | 1  | 1  | 1  | 1  | 2  | 1    | 1  | 3  | 2  | 4  | 3  | –  | –  | 6  | 4  | 4  | 2  | 2  | 4  | 1  | 7  | 1  | 1  | 3  | 6  | 23     |
| Казахстан            |    |    |    |    |    |      |    |    |    |    |    |    |    |    |    |    |    | –  | 8  | –  | 9  | –  | –  | –  | –  | 2      |
| Кина                 | –  | –  | –  | –  | –  | –    | –  | –  | –  | –  | –  | –  | –  | –  | –  | –  | –  | –  | –  | –  | –  | –  | –  | –  | 12 | 1      |
| Летонија             | –  | –  | –  | –  | =9 |      |    |    |    |    |    |    |    |    |    |    | –  | –  | –  | 9  | 12 | 12 | 8  | –  | 11 | 6      |
| Мађарска             | –  | –  | 11 | –  | =7 | –    | –  | –  | –  | 16 | –  | –  | –  | –  | –  | –  | –  | –  | –  | –  | –  | –  | –  | –  | –  | 3      |
| Немачка              | –  | –  | =8 | 3  | =5 | –    |    |    |    |    |    |    |    |    |    |    | 6  | 7  | 9  | 8  | 10 | 11 | –  | 2  | 10 | 11     |
| Западна Немачка      |    |    |    |    |    |      | 8  | 6  | 6  | 7  | 7  | 7  | 3  | 10 | 5  | 5  |    |    |    |    |    |    |    |    |    | 10     |
| Источна Немачка      |    |    |    |    |    |      | –  | –  | –  | –  | 8  | –  | –  | –  | –  | –  |    |    |    |    |    |    |    |    |    | 1      |
| Норвешка             | –  | –  | –  | –  | –  | –    | 9  | –  | –  | 10 | 11 | 8  | –  | 11 | 12 | 12 | 9  | 11 | –  | –  | –  | 10 | 12 | 8  | –  | 12     |
| Пољска               | –  | –  | =8 | 4  | =9 | 6    | 6  | 8  | –  | 9  | –  | 6  | 6  | 7  | 8  | 10 | 11 | –  | –  | –  | –  | –  | –  | –  | –  | 13     |
| Румунија             | –  | –  | –  | –  | –  | –    | –  | –  | –  | 12 | 12 | –  | 7  | 9  | –  | –  | –  | –  | –  | –  | –  | –  | –  | –  | –  | 4      |
| Русија               |    |    |    |    |    |      |    |    |    |    |    |    |    |    |    |    |    | 4  | 2  | 3  | 4  | 6  | 5  | 1  | 2  | 8      |
| САД                  | 2  | 2  | –  | 2  | 3  | ДСКВ | 2  | 2  | 1  | 5  | 6  | 2  | 5  | 1  | 7  | 7  | 4  | 8  | 6  | 2  | 8  | 2  | 4  | 7  | 5  | 24     |
| Словачка             |    |    |    |    |    |      |    |    |    |    |    |    |    |    |    |    |    | 6  | 10 | 13 | 5  | 4  | 11 | 11 | 3  | 8      |
| Словенија            |    |    |    |    |    |      |    |    |    |    |    |    |    |    |    |    |    | -  | -  | -  | -  | -  | 7  | 9  | –  | 2      |
| Совјетски Савез      |    | –  | –  | –  | –  | –    | –  | 1  | 3  | 1  | 1  | 1  | 1  | 2  | 1  | 1  |    |    |    |    |    |    |    |    |    | 9      |
| Уједињено Краљевство | –  | 3  | 4  | –  | 1  | 5    | –  | –  | –  | –  | –  | –  | –  | –  | –  | –  | –  | –  | –  | –  | –  | –  | –  | –  | –  | 4      |
| Уједињени тим        |    |    |    |    |    |      |    |    |    |    |    |    |    |    |    |    | 1  |    |    |    |    |    |    |    |    | 1      |
| Украјина             |    |    |    |    |    |      |    |    |    |    |    |    |    |    |    |    |    | –  | –  | 10 | –  | –  | –  | –  | –  | 1      |
| Финска               | –  | –  | –  | –  | –  | –    | 7  | –  | 7  | 6  | 5  | 5  | 4  | 4  | 6  | 2  | 7  | 3  | 3  | 6  | 2  | 3  | 3  | 6  | 1  | 18     |
| Француска            | =6 | =5 | =5 | –  | =9 | –    | –  | –  | –  | –  | 14 | –  | –  | –  | –  | 11 | 8  | 10 | 11 | 14 | –  | –  | –  | –  | –  | 10     |
| Холандија            | –  | –  | –  | –  | –  | –    | –  | –  | –  | –  | –  | –  | –  | 8  | –  | –  | –  | –  | –  | –  | –  | –  | –  | –  | –  | 1      |
| Чешка                |    |    |    |    |    |      |    |    |    |    |    |    |    |    |    |    |    | 5  | 1  | 7  | 3  | 7  | 6  | 4  | 9  | 8      |
| Чехословачка         | 3  | =5 | =5 | –  | 4  | 2    | 4  | 5  | 4  | 3  | 2  | 3  | 2  | 5  | 2  | 6  | 3  |    |    |    |    |    |    |    |    | 16     |
| Швајцарска           | 5  | =7 | 3  | –  | =9 | 3    | 5  | 9  | –  | 8  | –  | 10 | 11 | –  | –  | 8  | 10 | –  | –  | 11 | 6  | 8  | 9  | 10 | 8  | 18     |
| Шведска              | 4  | 4  | 2  | –  | =5 | 4    | 3  | 4  | 5  | 2  | 4  | 4  | –  | 3  | 3  | 3  | 5  | 1  | 5  | 5  | 1  | 5  | 2  | 5  | 4  | 23     |
| Сви тимови           | 7  | 8  | 11 | 4  | 15 | 9    | 9  | 10 | 9  | 16 | 14 | 11 | 12 | 12 | 12 | 12 | 12 | 12 | 14 | 14 | 12 | 12 | 12 | 12 | 12 |        |

#### Жене
| Нација     | 98 | 02 | 06 | 10 | 14   | 18 | 22 | Укупно |
| ---------- | -- | -- | -- | -- | ---- | -- | -- | ------ |
| Данска     | –  | –  | –  | –  | –    | –  | 10 | 1      |
| Италија    | –  | –  | 8  | –  | –    | –  | –  | 1      |
| Јапан      | 6  | –  | –  | –  | 7,8  | 6  | 6  | 4      |
| Казахстан  | –  | 8  | –  | –  | –    | –  | –  | 1      |
| Канада     | 2  | 1  | 1  | 1  | 1    | 2  | 1  | 7      |
| Кина       | 4  | 7  | –  | 7  | –    | –  | 9  | 4      |
| Кореја     |    |    |    |    |      | 8  | –  | 1      |
| Немачка    | –  | 6  | 5  | –  | 6,7  | –  | –  | 3      |
| Русија     | –  | 5  | 6  | 6  | ДСКВ | 4  | 5  | 6      |
| САД        | 1  | 2  | 3  | 2  | 2    | 1  | 2  | 7      |
| Словачка   | –  | –  | –  | 8  | –    | –  | –  | 1      |
| Финска     | 3  | 4  | 4  | 3  | 5    | 3  | 3  | 7      |
| Чешка      | –  | –  | –  | –  | –    | –  | 7  | 1      |
| Швајцарска | –  | –  | 7  | 5  | 3    | 5  | 4  | 5      |
| Шведска    | 5  | 3  | 2  | 4  | 4    | 7  | 8  | 7      |
| Сви тимови | 6  | 8  | 8  | 8  | 8    | 8  | 10 |        |

### Освајачи медаља
Мушкарци
| Домаћин Игара             | Злато            | Сребро           | Бронза           |
| ------------------------- | ---------------- | ---------------- | ---------------- |
| Антверпен 1920.           | Канада           | Сједињене Државе | Чехословачка     |
| Шамони 1924.              | Канада           | Сједињене Државе | Велика Британија |
| Санкт Мориц 1928.         | Канада           | Шведска          | Швајцарска       |
| Лејк Плесид 1932.         | Канада           | Сједињене Државе | Немачка          |
| Гармиш-Партенкирхен 1936. | Велика Британија | Канада           | Сједињене Државе |
| Санкт Мориц 1948.         | Канада           | Чехословачка     | Швајцарска       |
| Осло 1952.                | Канада           | Сједињене Државе | Шведска          |
| Кортина д'Ампецо 1956.    | Совјетски Савез  | Сједињене Државе | Канада           |
| Скво Вали 1960.           | Сједињене Државе | Канада           | Совјетски Савез  |
| Инзбрук 1964.             | Совјетски Савез  | Шведска          | Чехословачка     |
| Гренобл 1968.             | Совјетски Савез  | Чехословачка     | Канада           |
| Сапоро 1972.              | Совјетски Савез  | Сједињене Државе | Чехословачка     |
| Инзбрук 1976.             | Совјетски Савез  | Чехословачка     | Немачка          |
| Лејк Плесид 1980.         | Сједињене Државе | Совјетски Савез  | Шведска          |
| Сарајево 1984.            | Совјетски Савез  | Чехословачка     | Шведска          |
| Калгари 1988.             | Совјетски Савез  | Финска           | Шведска          |
| Албервил 1992.            | Уједињени тим    | Канада           | Чехословачка     |
| Лилехамер 1994.           | Шведска          | Канада           | Финска           |
| Нагано 1998.              | Чешка            | Русија           | Финска           |
| Солт Лејк Сити 2002.      | Канада           | Сједињене Државе | Русија           |
| Торино 2006.              | Шведска          | Финска           | Чешка            |
| Ванкувер 2010.            | Канада           | Сједињене Државе | Финска           |
| Сочи 2014                 | Канада           | Шведска          | Финска           |
| Пјонгчанг 2018.           | Русија           | Немачка          | Канада           |
| Пекинг 2022.              |                  |                  |                  |

Жене
| Домаћин Игара        | Злато            | Сребро           | Бронза           |
| -------------------- | ---------------- | ---------------- | ---------------- |
| Нагано 1998.         | Сједињене Државе | Канада           | Финска           |
| Солт Лејк Сити 2002. | Канада           | Сједињене Државе | Шведска          |
| Торино 2006.         | Канада           | Шведска          | Сједињене Државе |
| Ванкувер 2010.       | Канада           | Сједињене Државе | Финска           |
| Сочи 2014.           | Канада           | Сједињене Државе | Швајцарска       |
| Пјонгчанг 2018.      | Сједињене Државе | Канада           | Финска           |
| Пекинг 2022.         | Канада           | Сједињене Државе | Финска           |

### Биланс медаља
У следећој табели дат је преглед учествовања свих репрезентација са успехом који су оствариле у такмичењу у мушкој и женској конкуренцији.
| Ранг   | Држава               | Злато | Сребро | Бронза | Укупно |
| 1.     | Канада               | 14    | 6      | 3      | 23     |
| 2.     | Русија               | 9     | 2      | 2      | 13     |
| 3.     | САД                  | 4     | 12     | 2      | 18     |
| 4.     | Шведска              | 2     | 4      | 5      | 11     |
| 5.     | Чешка                | 1     | 4      | 5      | 10     |
| 6.     | Уједињено Краљевство | 1     | 0      | 1      | 2      |
| 7.     | Финска               | 0     | 2      | 8      | 10     |
| 8.     | Немачка              | 0     | 1      | 2      | 3      |
| 9.     | Швајцарска           | 0     | 0      | 3      | 3      |
| Укупно | Укупно               | 28    | 28     | 28     | 84     |